# Hokej podwodny
Hokej podwodny (ang. underwater hockey albo octopush) – niekontaktowy sport rozgrywany w basenie, typowo na głębokości 2–3 metrów.
Podczas gry gracze dwóch sześcioosobowych drużyn starają się tak manewrować ciężkim krążkiem, aby skierować go do bramki przeciwnika.
Gra przebiega na dnie basenu, zawodnicy wypływają na powierzchnię aby nabrać powietrza. Mecz składa się z dwóch części, każda po 15 minut.

## Wyposażenie
Zawodnicy wyposażeni są w płetwy, maski i fajki do nurkowania swobodnego,
ochraniacze na twarz,
krótki kij (o długości do 35 cm), grubą rękawicę na dominującej ręce, oraz czepek, taki jak do piłki wodnej.

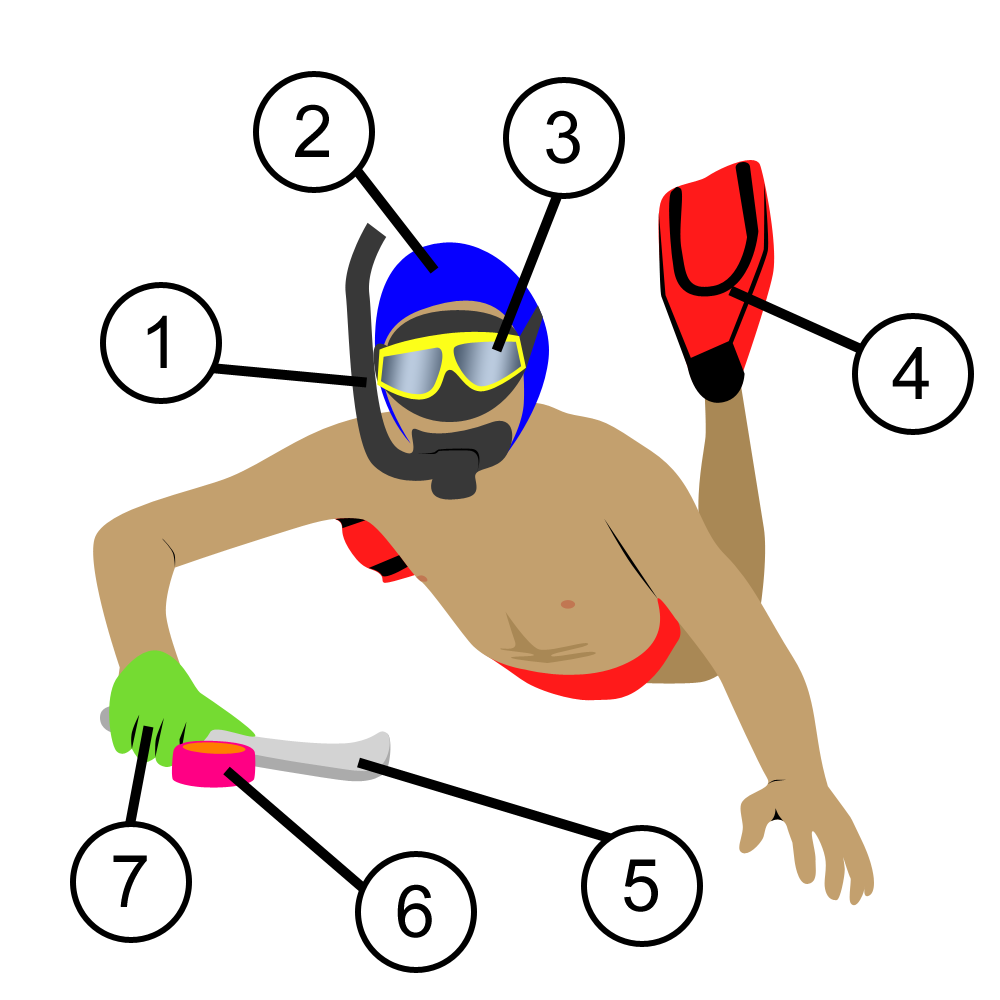
1. Fajka z ochraniaczem 2. Maska 3. Czepek 4. Płetwy 5. Kij 6. Krążek do hokeja 7. Rękawica ochronna

Krążek do hokeja podwodnego waży około 1,5 kilograma i wykonany jest z ołowiu pokrytego warstwą tworzywa sztucznego.
Bramki mają 3 metry szerokości i umieszcza się je po przeciwnych stronach pola gry.
Stroje kąpielowe
Zwykle nie ma ograniczeń dotyczących strojów kąpielowych, jednak nie zaleca się luźnych kąpielówek ani szortów, ponieważ zmniejszają prędkość i zwiększają opór w wodzie. Typowy strój kąpielowy to majtki kąpielowe lub jammersy dla zawodników płci męskiej oraz jednoczęściowe pływackie stroje kąpielowe dla kobiet. Kombinezony piankowe nie są dozwolone zgodnie z Zasadą 3.3.8 Międzynarodowych przepisów CMAS dla hokeja podwodnego, wydanie jedenaste.
Maska
Do uprawiania sportu jakim jest hokej podwodny zaleca się używania maski do nurkowania lub specjalnych masek przeznaczonych do tej dyscypliny. W przeciwieństwie do okularów do pływania maska znajduje się poza orbitą oka, redukując skutki jakiegokolwiek uderzenia oraz zapewnia lepsze widzenie pod wodą. 
Maska o małej objętości i minimalnym wystawaniu z twarzy zmniejsza prawdopodobieństwo uderzenia w nią, co mogłoby spowodować jej przeciekanie lub całkowite zalanie i chwilowe ograniczenie pola widzenia gracza. Opublikowane przepisy wymagają, aby maski miały dwie soczewki, aby zmniejszyć ryzyko i zakres możliwych obrażeń w wyniku uderzenia krążka; niebezpieczeństwo związane z maską z pojedynczą soczewką polega na tym, że otwór może być wystarczająco duży, aby krążek mógł przejść przez nią po uderzeniu, a tym samym wpaść w oczy gracza. Dostępnych jest wiele wzorów pasków parcianych, które umożliwiają zastąpienie oryginalnego paska na głowę nieelastycznym paskiem.
Rurka do nurkowania
Fajka umożliwia graczom obserwowanie postępu gry bez konieczności odrywania głowy od wody, aby oddychać. Pozwala im to utrzymać pozycję na powierzchni i być gotowym do przyłączenia się do gry, gdy tylko będzie to możliwe. Aby zmaksymalizować wydajność oddychania i zmniejszyć opór, podwodne fajki są często krótkie, z szerokim otworem, mogą zawierać również zawór spustowy. Opublikowane przepisy stanowią, że nie mogą one być sztywne ani mieć ostrych krawędzi.
Fajka może pomieścić zewnętrzny ochraniacz szczęki, który można nosić w połączeniu z wewnętrznym ochraniaczem szczęki lub zamiast niego.
Płetwy
Płetwy pozwalają graczowi szybciej pływać w wodzie. W sporcie wykorzystuje się szeroką gamę płetw, ale na zawodach powszechne są duże płetwy z kompozytu tworzywa sztucznego/gumy lub mniejsze, sztywniejsze płetwy z włókna szklanego lub włókna węglowego. Podobnie jak w przypadku każdego innego sprzętu, opublikowane przepisy wymagają, aby płetwy były pozbawione ostrych krawędzi i narożników. Wszystkie ostre krawędzie należy zabezpieczyć folią lub taśmą ochronną, aby zapobiec obrażeniom. Gracze są również zwykle zobowiązani do używania płetw z zakrytymi piętami (bez sprzączek) jako kolejny środek zapobiegający kontuzjom.
Kij do hokeja podwodnego

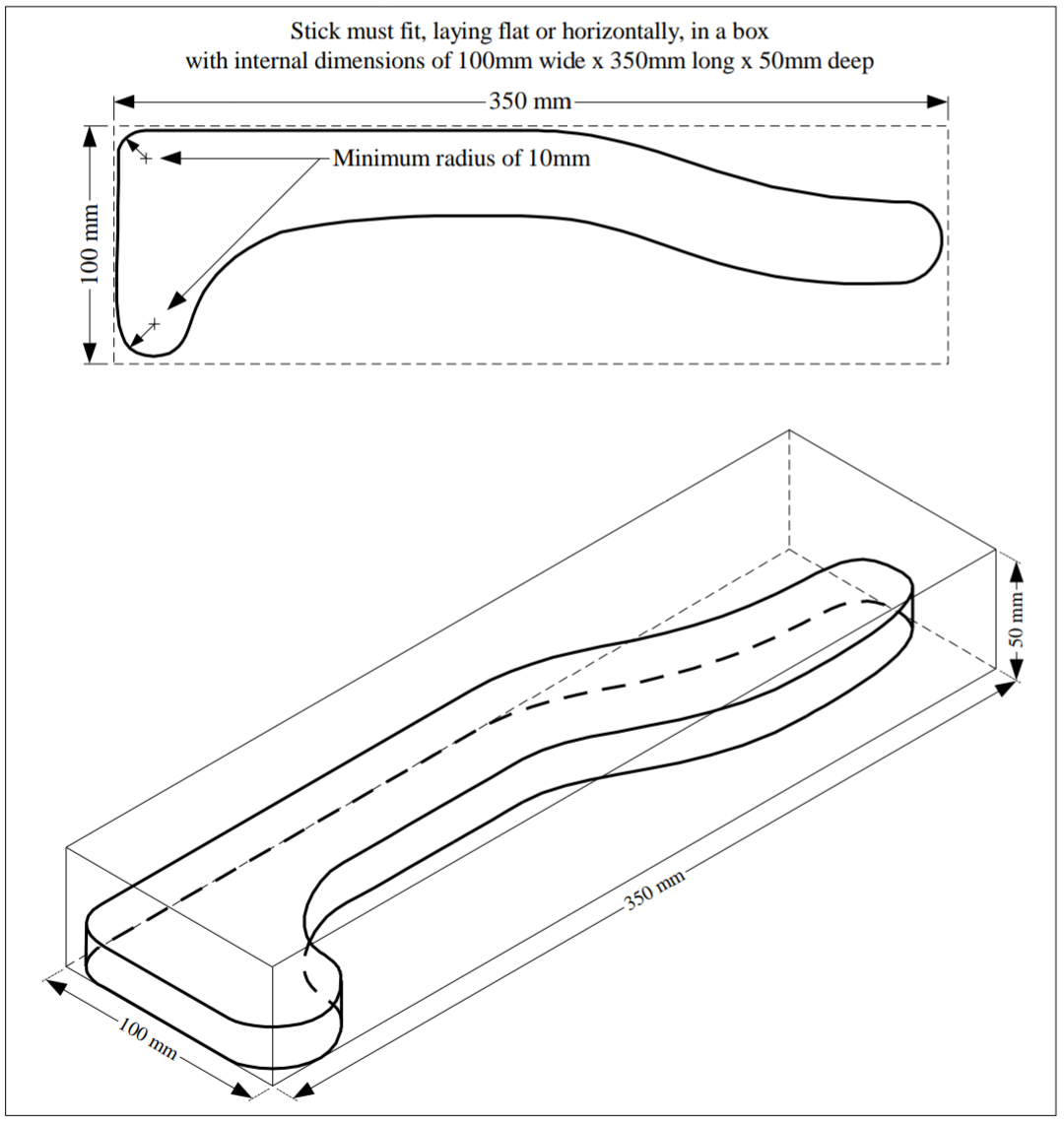
Wymiary kija do hokeja podwodnego.

Kij jest stosunkowo krótki i jest w kolorze białym lub czarnym, aby wskazać drużynę gracza. Kij można trzymać tylko w jednej ręce, co zwykle zależy od preferencji gracza (zawodnik leworęczny lub praworęczny), chociaż zmiana ręki prowadzącej podczas gry nie jest zabroniona. Kształt kija może mieć wpływ na styl gry i często jest to bardzo osobisty wybór. W ramach ograniczeń wynikających z reguł gry dozwolona jest szeroka gama konstrukcji kijów, przy czym główna zasada jest taka, że kij (łącznie z rączką) musi mieścić się w pudełku o wymiarach 100 mm × 50 mm × 350 mm (3,9 cala × 2,0 cala × 13,8 cala) oraz że kij nie może otaczać krążka ani żadnej części dłoni. Zasada dotycząca minimalnego promienia krawędzi stara się uwzględnić ryzyko obrażeń w przypadku kontaktu z ciałem. Materiały konstrukcyjne mogą być wykonane z drewna lub tworzyw sztucznych. Wielu podwodnych hokeistów produkuje własne kije według preferowanego kształtu i stylu, chociaż istnieje coraz więcej produkowanych masowo projektów pasujących do większości (takich jak Bentfish, Britbat, CanAm, Dorsal, Stingray itp.).
Krążek
Krążek jest mniej więcej wielkości krążka do hokeja na lodzie, ale jest wykonany z ołowiu lub materiału na bazie ołowiu - (waży 1,3–1,5 kg) - i jest zamknięty lub otoczony powłoką z tworzywa sztucznego, która jest zwykle dopasowana pod względem wydajności do różnych dna basenu (np. płytek, betonu itp.), aby zapewnić dobry chwyt powierzchni kija, jednocześnie zapobiegając nadmiernemu tarciu o dno basenu. Ciężar krążka spoczywa na dnie basenu, chociaż można go unieść podczas podań i strzałów na bramkę. 
Czepki

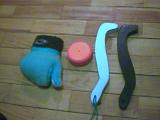
Sprzęt do hokeja podwodnego: rękawica, krążek i dwa kije.

Czepek stanowi ochronę dla uszu, zwykle wygląda podobnie do czepki stosowanego w piłce wodnej oraz jest dodatkowym wskaźnikiem drużyny gracza (odpowiednio w kolorze czarnym/ciemnym lub białym/jasnym). Sędziowie w wodzie noszą czerwone czepki.
Rękawica
Na dłoni grającej należy nosić rękawicę w celu ochrony przed otarciami o dno basenu oraz w celu ochrony przed uderzeniem krążka w kostki. Gracze mogą zdecydować się na noszenie rękawic ochronnych na obu rękach, jako dodatkową ochronę przed dnem basenu lub, w przypadku graczy oburęcznych, do zmiany ręki prowadzącej krążek. Rękawice używane podczas zawodów muszą mieć kolor kontrastujący z kijem noszącego. Zwykle preferowane jest, aby rękawica gracza miała inny kolor niż krążek. Ponieważ krążek jest zwykle różowy lub pomarańczowy, gracze powinni unikać rękawic w kolorze czarnym, białym, czerwonym, pomarańczowym, żółtym i różowym. Sędzia na dowolnym meczu lub turnieju może poprosić gracza o użycie innego zestawu przed rozpoczęciem gry, dlatego gracze powinni zachować ostrożność przy wyborze koloru rękawic. Często używa się koloru niebieskiego.
Bramka
Bramki mają 3 metry szerokości i są umieszczone na dnie basenu, na przeciwległych końcach pola gry, pośrodku linii końcowych. Składają się z płytkiego zbocza prowadzącego do rynny, do której można wepchnąć lub wrzucić krążek.
Bramki są zwykle wykonane z aluminium, stali ocynkowanej lub stali nierdzewnej. Dzięki temu mają ujemną pływalność i są trwałe w chlorowanej wodzie w basenach.

## Sędziowie
Mecz prowadzi dwóch (lub trzech) sędziów wodnych. Sędziowie wodni podczas meczu przebywają w wodzie i obserwują grę z perspektywy gracza. Mają pełny osprzęt do nurkowania: maskę, fajkę i płetwy, a oprócz tego charakterystyczny czepek w kolorze czerwonym, pomarańczowe rękawice oraz żółtą/żółto-zieloną koszulkę. Oprócz sędziów wodnych, mecz sędziuje również jeden sędzia główny - zewnętrzny, który pilnuje czasu gry, czasów kar, utrzymywania odpowiedniego wyniku na tablicy wyników oraz ogłasza faule (takie jak nadmierna liczba zawodników w grze, nierozpoczęcie gry od końca pola gry lub inny faul który może zostać popełniony na powierzchni lub zauważony z powierzchni). Sędzia główny reaguje na sygnały ręczne podawane przez sędziów wodnych w celu rozpoczęcia i zakończenia gry, w tym po przerwie takiej jak faul lub przerwa na żądanie, a nawet w celu przerwania gry, jeśli sam widzi naruszenie przepisów.

## Zawody
CMAS World Championship odbyły się w Coimbrze, Portugalia w sierpniu 2011 roku i były świadkiem większego udziału z krajów pozaeuropejskich. Uczestniczyło osiemnaście drużyn w tym z Australii, Kanady, Kolumbii, Nowej Zelandii i Republiki Południowej Afryki.
Planowane są 18. Mistrzostwa Świata CMAS, które odbędą się w Egerze, Węgry w sierpniu 2013 roku. Przewidywana liczba drużyn wynosi między 60 i 80.
22 marca 2014 roku w Aqua Centrum w Kościerzynie odbyły się I Otwarte Mistrzostwa Polski w Hokeju Podwodnym. W zmaganiach uczestniczyło siedem drużyn, pierwsze trzy miejsca zajęły drużyny: 1 – Bałtyckie Foki Gdańsk, 2 – AQUARIUS Bełchatów, 3 – Pirania Wrocław.

## Znaczenie
Hokej podwodny został wynaleziony w 1954 roku jako zimowe ćwiczenie dla płetwonurków, pomagające utrzymać formę poza sezonem,
jednak potem zyskał niezależną popularność.
Najwięcej drużyn hokeja podwodnego gra w Wielkiej Brytanii, Australii, Kanadzie, Nowej Zelandii, Południowej Afryce, USA, Holandii, Polsce i Francji. Rozgrywane są zawody na poziomie krajowym, oraz mistrzostwa świata.